# Xã Lebanon, Quận Wayne, Pennsylvania
Xã Lebanon (tiếng Anh: Lebanon Township) là một xã thuộc quận Wayne, tiểu bang Pennsylvania, Hoa Kỳ. Năm 2010, dân số của xã này là 684 người.